# Igor Sapała
Igor Sapała (ur. 11 października 1995 w Kartuzach) – polski piłkarz występujący na pozycji pomocnika. 

## Kariera klubowa

### Polonia Warszawa
W wieku 6–7 lat rozpoczął grę w juniorskich drużynach Polonii Warszawa. Jego pierwszymi trenerami byli Krzysztof Chrobak, Tomasz Zieliński i Michał Libich. W barwach klubu zadebiutował 25 listopada 2012 w meczu Młodej Ekstraklasy przeciwko Zagłębiu Lubin (1:1). Pierwszą bramkę dla zespołu zdobył 2 czerwca 2013 w meczu Młodej Ekstraklasy przeciwko Pogoni Szczecin (3:3). Nigdy nie zadebiutował w pierwszym zespole Polonii, nawet po spadku do IV ligi spowodowanym przez bankructwo klubu. W drużynie nie było dla niego miejsca, a po pobycie na dwóch wypożyczeniach opuścił klub.

### Żyrardowianka Żyrardów
1 lipca 2014 został wypożyczony do Żyrardowianki Żyrardów, która występowała w tamtym czasie w IV lidze. Po rocznym wypożyczeniu opuścił klub.

### Bzura Chodaków
1 lutego 2015 został wypożyczony do Bzury Chodaków, która również występowała w tamtym okresie w IV lidze. W klubie spędził około pół roku.

### Ząbkovia Ząbki
8 lipca 2015 po krótkich testach podpisał kontrakt z Dolcanem Ząbki, którego ówczesnym trenerem był Dariusz Dźwigała. W barwach drużyny zadebiutował 1 sierpnia 2015 w meczu I ligi przeciwko Pogoni Siedlce (0:4). Pierwszą bramkę dla zespołu zdobył 31 października 2015 w meczu ligowym przeciwko Zagłębiu Sosnowiec (4:1). Po pół roku klub ogłosił bankructwo, a Sapała musiał szukać nowego klubu. Otrzymał ofertę z Piasta Gliwice, którą zaakceptował.

### Piast Gliwice
3 marca 2016 podpisał kontrakt z Piastem Gliwice, którego trenerem w tamtym czasie był Radoslav Látal. Początkowo rozgrywał mecze w drugiej drużynie występującej w III lidze, w której zadebiutował 13 marca 2016 w meczu przeciwko Górnikowi II Zabrze (1:0). W pierwszej drużynie zadebiutował 8 maja 2016 w meczu Ekstraklasy przeciwko Legii Warszawa (4:0). Pierwszą bramkę w barwach klubu zdobył 11 grudnia 2016 w meczu ligowym przeciwko Legii Warszawa (1:5).

### GKS Katowice
8 lutego 2017 został wypożyczony na pół roku do GKS-u Katowice, którego ówczesnym trenerem był Jerzy Brzęczek. W barwach zespołu zadebiutował 10 marca 2017 w meczu I ligi przeciwko Stomilowi Olsztyn (2:2).

### Raków Częstochowa
25 lipca 2017 po kilkudniowych testach został wypożyczony na rok do Rakowa Częstochowa, którego trenerem jest Marek Papszun. W klubie zadebiutował 6 sierpnia 2017 w meczu I ligi przeciwko Puszczy Niepołomice (2:3). Pierwszą bramkę dla zespołu zdobył 5 maja 2018 w meczu ligowym przeciwko Podbeskidziu Bielsko-Biała (1:1). Po zakończeniu wypożyczenia, Sapała od razu podpisał nowy kontrakt z Rakowem. 22 września 2018 w trakcie meczu ligowego z Wartą Poznań (0:2) przewrócił się na piłce i doznał kontuzji ręki, którą było złamanie dwóch kości przedramienia, z odpryskami i przemieszczeniami. W sezonie 2018/19 jego zespół dotarł do półfinału Pucharu Polski, w którym przegrał z Lechią Gdańsk (0:1), i wywalczył Mistrzostwo I ligi, zapewniające awans do wyższej klasy rozgrywkowej. W sezonie 2021/2022 wystąpił w jednym spotkaniu w lidze, a 1 września 2022 rozwiązał kontrakt z Rakowem za porozumieniem stron.

### Wisła Kraków
13 grudnia 2022 został piłkarzem Wisły Kraków, podpisując kontrakt do końca czerwca 2025. Został jednak rozwiązany wcześniej, za porozumieniem stron 8 listopada 2024.

## Kariera reprezentacyjna

### Polska U-20
W 2016 otrzymał powołanie do reprezentacji Polski U-20, w której zadebiutował 23 marca 2016 w meczu Turnieju Czterech Narodów przeciwko reprezentacji Włoch U-20 (0:3).

## Statystyki

### Klubowe
(aktualne na dzień 15 grudnia 2022)
| Klub                     | Sezon              | Liga               | Liga  | Liga   | Puchar kraju | Puchar kraju | Suma  | Suma   |
| Klub                     | Sezon              | Liga               | Mecze | Bramki | Mecze        | Bramki       | Mecze | Bramki |
| ------------------------ | ------------------ | ------------------ | ----- | ------ | ------------ | ------------ | ----- | ------ |
| Dolcan Ząbki             | 2015/16            | I liga             | 14    | 1      | –            | –            | 14    | 1      |
| Dolcan Ząbki             | Ogólnie            | Ogólnie            | 14    | 1      | 0            | 0            | 14    | 1      |
| Piast II Gliwice         | 2015/16            | III liga           | 5     | 0      | –            | –            | 5     | 0      |
| Piast II Gliwice         | Ogólnie            | Ogólnie            | 5     | 0      | 0            | 0            | 5     | 0      |
| Piast Gliwice            | 2015/16            | Ekstraklasa        | 2     | 0      | –            | –            | 2     | 0      |
| Piast Gliwice            | 2016/17            | Ekstraklasa        | 2     | 1      | –            | –            | 2     | 1      |
| Piast Gliwice            | Ogólnie            | Ogólnie            | 4     | 1      | 0            | 0            | 4     | 1      |
| GKS Katowice (wyp.)      | 2016/17            | I liga             | 6     | 0      | –            | –            | 6     | 0      |
| GKS Katowice (wyp.)      | Ogólnie            | Ogólnie            | 6     | 0      | 0            | 0            | 6     | 0      |
| Raków Częstochowa (wyp.) | 2017/18            | I liga             | 16    | 1      | –            | –            | 16    | 1      |
| Raków Częstochowa (wyp.) | Ogólnie            | Ogólnie            | 16    | 1      | 0            | 0            | 16    | 1      |
| Raków Częstochowa        | 2018/19            | I liga             | 18    | 0      | 2            | 0            | 20    | 0      |
| Raków Częstochowa        | 2019/20            | Ekstraklasa        | 34    | 2      | 2            | 1            | 36    | 3      |
| Raków Częstochowa        | 2020/21            | Ekstraklasa        | 24    | 0      | 5            | 0            | 29    | 0      |
| Raków Częstochowa        | 2021/22            | Ekstraklasa        | 1     | 0      | 0            | 0            | 20    | 0      |
| Raków Częstochowa        | Ogólnie            | Ogólnie            | 77    | 2      | 9            | 1            | 86    | 3      |
| Wisła Kraków             | 2022/2023          | I liga             | 0     | 0      | –            | –            | 0     | 0      |
| Ogólnie w karierze       | Ogólnie w karierze | Ogólnie w karierze | 122   | 5      | 9            | 1            | 131   | 6      |

### Reprezentacyjne
| Reprezentacja | Rok     | Mecze | Bramki |
| ------------- | ------- | ----- | ------ |
| Polska U-20   | 2016    | 1     | 0      |
| Ogólnie       | Ogólnie | 1     | 0      |

| Mecze i gole w reprezentacji | Mecze i gole w reprezentacji | Mecze i gole w reprezentacji | Mecze i gole w reprezentacji | Mecze i gole w reprezentacji | Mecze i gole w reprezentacji | Mecze i gole w reprezentacji |
| Lp.                          | Data                         | Miejsce                      | Przeciwnik                   | Wynik                        | Gol                          | Rozgrywki                    |
| ---------------------------- | ---------------------------- | ---------------------------- | ---------------------------- | ---------------------------- | ---------------------------- | ---------------------------- |
| 1.                           | 23.03.2016                   | Szczecin, Polska             | Włochy U-20                  | 0:3                          |                              | Turniej Czterech Narodów     |

## Sukcesy

### Klubowe

#### Piast Gliwice
- Wicemistrzostwo Polski: 2015/2016

#### Raków Częstochowa
- Mistrzostwo Polski: 2022/2023[26]
- Mistrzostwo I ligi: 2018/2019
- Wicemistrzostwo Polski: 2020/2021
- Puchar Polski: 2020/2021, 2021/2022
- Superpuchar Polski: 2022

#### Wisła Kraków
- Puchar Polski: 2023/2024

## Życie prywatne
Urodzony w Kartuzach, przez rok mieszkał we Francji, w miejscowości nieopodal Paryża. W wieku 4 lat przeprowadził się do Warszawy. Poza piłką nożną, zajmuje się inwestowaniem w nieruchomości. Po kontuzji ręki w 2018 musiał przejść operację, gdyż pęknięciu uległy dwie kości oraz miało miejsce wiele odprysków i przemieszczeń.